# El Fuerte (Messico)
El Fuerte (Spanish  [el 'fwerte] ) è un comune nello Stato messicano nord-occidentale del Sinaloa. La popolazione della città riportata nel censimento del 2010 era di 12.566 persone.
El Fuerte, che significa "Il Forte", è stata soprannominata "Pueblo Mágico" ("Città magica") nel 2009, poiché è una piccola città con molte attrazioni ed "un'aura speciale".

## Geografia fisica

### Territorio
Il comune di El Fuerte si trova a 90 m.s.m. e comprende 373 località e 7 sindacati amministrativi: Chinobampo, Tehueco, San Blas, Jahuara II, Charay, Mochicahui e La Constancia. Confina a nord con i comuni di Sonora e di Choix; a sud con i comuni di Ahome, Guasave e Sinaloa; a ovest con Sonora e Ahome, e ad est con i comuni di Choix e Sinaloa.
La sua estensione territoriale è di 4.156,82 chilometri quadrati, che rappresenta il 7,24% del totale e lo 0,19% del comune.
Il terreno è leggermente ondulato nella parte meridionale, dove si trovano le valli agricole. Dal suo centro a nord, il profilo del terreno delle colline sale a formare le catene montuose di San Pablo, Gocopiro, La Tasajera, Sanabari e Sierra de Álamos, nonché le colline Camayeca e Santa Ana.
La principale risorsa idrica del comune è il fiume Fuerte, con i suoi 670 km di lunghezza, nasce nello stato di Chihuahua e sfocia nel Golfo di California.

### Clima
| Dati climatici di El Fuerte(1951–2010)      | Dati climatici di El Fuerte(1951–2010) | Dati climatici di El Fuerte(1951–2010) | Dati climatici di El Fuerte(1951–2010) | Dati climatici di El Fuerte(1951–2010) | Dati climatici di El Fuerte(1951–2010) | Dati climatici di El Fuerte(1951–2010) | Dati climatici di El Fuerte(1951–2010) | Dati climatici di El Fuerte(1951–2010) | Dati climatici di El Fuerte(1951–2010) | Dati climatici di El Fuerte(1951–2010) | Dati climatici di El Fuerte(1951–2010) | Dati climatici di El Fuerte(1951–2010) | Dati climatici di El Fuerte(1951–2010) |
| Mese                                        | Gen                                    | Feb                                    | Mar                                    | Apr                                    | Mag                                    | Giu                                    | Lug                                    | Ago                                    | Set                                    | Ott                                    | Nov                                    | Dic                                    | Anno                                   |
| ------------------------------------------- | -------------------------------------- | -------------------------------------- | -------------------------------------- | -------------------------------------- | -------------------------------------- | -------------------------------------- | -------------------------------------- | -------------------------------------- | -------------------------------------- | -------------------------------------- | -------------------------------------- | -------------------------------------- | -------------------------------------- |
| Temperatura massima °C (°F)                 | 38.5 (101.3)                           | 39.5 (103.1)                           | 42.0 (107.6)                           | 44.0 (111.2)                           | 46.0 (114.8)                           | 45.5 (113.9)                           | 45.5 (113.9)                           | 46.0 (114.8)                           | 44.5 (112.1)                           | 44.0 (111.2)                           | 42.0 (107.6)                           | 39.0 (102.2)                           | 46.0 (114.8)                           |
| Temperatura media°C (°F)                    | 27.7 (81.9)                            | 29.2 (84.6)                            | 31.6 (88.9)                            | 34.8 (94.6)                            | 37.8 (100)                             | 39.6 (103.3)                           | 37.7 (99.9)                            | 36.5 (97.7)                            | 36.5 (97.7)                            | 35.8 (96.4)                            | 32.0 (89.6)                            | 28.3 (82.9)                            | 34.0 (93.2)                            |
| Media giornaliera°C (°F)                    | 17.6 (63.7)                            | 18.6 (65.5)                            | 20.3 (68.5)                            | 23.2 (73.8)                            | 26.5 (79.7)                            | 30.8 (87.4)                            | 30.9 (87.6)                            | 30.0 (86)                              | 29.6 (85.3)                            | 26.9 (80.4)                            | 21.8 (71.2)                            | 18.2 (64.8)                            | 24.5 (76.1)                            |
| Temperatura minima media °C (°F)            | 7.5 (45.5)                             | 8.0 (46.4)                             | 9.0 (48.2)                             | 11.6 (52.9)                            | 15.2 (59.4)                            | 21.9 (71.4)                            | 24.1 (75.4)                            | 23.5 (74.3)                            | 22.8 (73)                              | 18.1 (64.6)                            | 11.5 (52.7)                            | 8.1 (46.6)                             | 15.1 (59.2)                            |
| Temperatura minima°C (°F)                   | −3.5 (25.7)                            | −4.5 (23.9)                            | −0.5 (31.1)                            | 2.0 (35.6)                             | 6.0 (42.8)                             | 10.5 (50.9)                            | 13.0 (55.4)                            | 10.0 (50)                              | 15.0 (59)                              | 8.0 (46.4)                             | −1.0 (30.2)                            | −5.0 (23)                              | −5.0 (23)                              |
| Mediaprecipitazioni mm (pollici)            | 28.2 (1.11)                            | 14.7 (0.579)                           | 6.7 (0.264)                            | 2.8 (0.11)                             | 2.6 (0.102)                            | 33.0 (1.299)                           | 169.5 (6.673)                          | 176.2 (6.937)                          | 103.6 (4.079)                          | 32.3 (1.272)                           | 17.8 (0.701)                           | 26.6 (1.047)                           | 614.0 (24.173)                         |
| Media precipitazioni giornaliere (≥ 0.1 mm) | 2.8                                    | 1.9                                    | 0.9                                    | 0.6                                    | 0.4                                    | 3.0                                    | 13.7                                   | 12.9                                   | 7.5                                    | 2.9                                    | 1.7                                    | 2.8                                    | 51.1                                   |
| Source: Servicio Meteorologico Nacional     |                                        |                                        |                                        |                                        |                                        |                                        |                                        |                                        |                                        |                                        |                                        |                                        |                                        |

## Storia
La città fu fondata nel 1563 dal conquistatore spagnolo Francisco de Ibarra, il primo esploratore delle alte montagne della Sierra Madre Occidentale. Nel 1610 fu costruito un forte per scongiurare i feroci nativi americani Zuaque e Tehueco, che molestavano costantemente gli spagnoli. Per anni, El Fuerte fungeva da porta d'ingresso per le vaste frontiere dei territori settentrionali di Sonora, Arizona e California, che erano tutti scarsamente popolati da immense tribù di indigeni nativi.
Per quasi tre secoli è stato il più importante centro commerciale e agricolo della vasta regione nord-occidentale del Messico. El Fuerte era il principale centro commerciale per i minatori d'argento e cercatori d'oro delle miniere Urique e Batopilas nelle vicine montagne della Sierra Madre Occidentale e le sue filiali.
Nel 1824, El Fuerte divenne la capitale del nuovo stato messicano di Sonora y Sinaloa (raggiungendo in profondità l'attuale Arizona). Rimase la capitale per diversi anni fino alla divisione di questo stato negli stati di Sinaloa e Sonora.

## Società

### Tradizioni e folclore
Durante l'anno vengono celebrate diverse feste, la più importante è la fiera tradizionale del bestiame che ricorre da più di 30 anni nel mese di novembre.
A Capomos, una comunità indigena non molto distante dalla sede municipale, si tengono le celebrazioni in onore di Sant'Antonio, a cui partecipano migliaia di persone.
A San Blas si festeggia il giorno del ferroviere.
Tra le danze regionali ci sono: la pascola, la venado e le matachines. Tra le tradizioni cattolico-pagane quella di maggiore importanza è la celebrazione del "Dia de muertos".

## Infrastrutture e trasporti

### Ferrovie
I visitatori di solito prendono la Ferrocarril Chihuahua al Pacífico, la cui stazione locale è a poche miglia a sud della città. Il percorso è sulla Chihuahua-Pacific Railroad, o ChePe, che passa attraverso il panoramico Copper Canyon, da Chihuahua, a nord-est, a Los Mochis, Sinaloa, vicino al Golfo della California, a sud-ovest.

### Aeroporti
La città è anche servita dal El Fuerte Airport.

## Economia

### Turismo
Il turismo rimane una grande industria in città, anche se negli ultimi anni è stato diminuito dai turisti diffidati della violenza del cartello della droga messicano in altre parti di Sinaloa; tuttavia, la violenza è diminuita al 2013 da un massimo nel 2011. El Fuerte ha diverse feste e "Fiestas" locali che vengono celebrate con rievocazioni, "Ferias" e simili. Diversi hotel si rivolgono a cacciatori e pescatori, che cacciano (cervi, cinghiali, cinghiali, capre selvatiche, conigli, armadilli, una varietà di serpenti) ai piedi delle montagne o pescano nel vicino fiume Rio Fuerte che scorre nella parte nord-ovest della città. Ci sono anche incisioni rupestri a breve distanza dal centro. La città funge anche da porta d'accesso alla famosa Barranca de Cobre (Copper Canyon) situata nel vicino stato di Chihuahua. Non ci sono strade facilmente percorribili per il Copper Canyon da ovest della Sierra Madre Occidentale.

## Amministrazione

### Gemellaggi
- Southlake, Texas, Stati Uniti[4]